# Sfințești
Sfințești – wieś w Rumunii, w okręgu Teleorman, w gminie Sfințești. W 2011 roku liczyła 1153 mieszkańców.